# Big River (Brodribb River)
Der Big River ist ein Fluss im östlichen Gippsland im Osten des australischen Bundesstaates Victoria.
Er entspringt am Bee Tree Hill, fließt von dort nach Westen, nimmt den St. Patricks River auf und mündet nach wenigen Kilometern in den Brodribb River.